# 拉思伯恩 (紐約州)
拉思伯恩（英語：Rathbone）是一個位於美國紐約州斯托本縣的鎮。

## 人口
根據2020年美國人口普查的數據，拉思伯恩的面積為93.55平方千米，當中陸地面積為93.29平方千米，而水域面積為0.26平方千米。當地共有人口1095人，而人口密度為每平方千米12人。